# Earl Haig

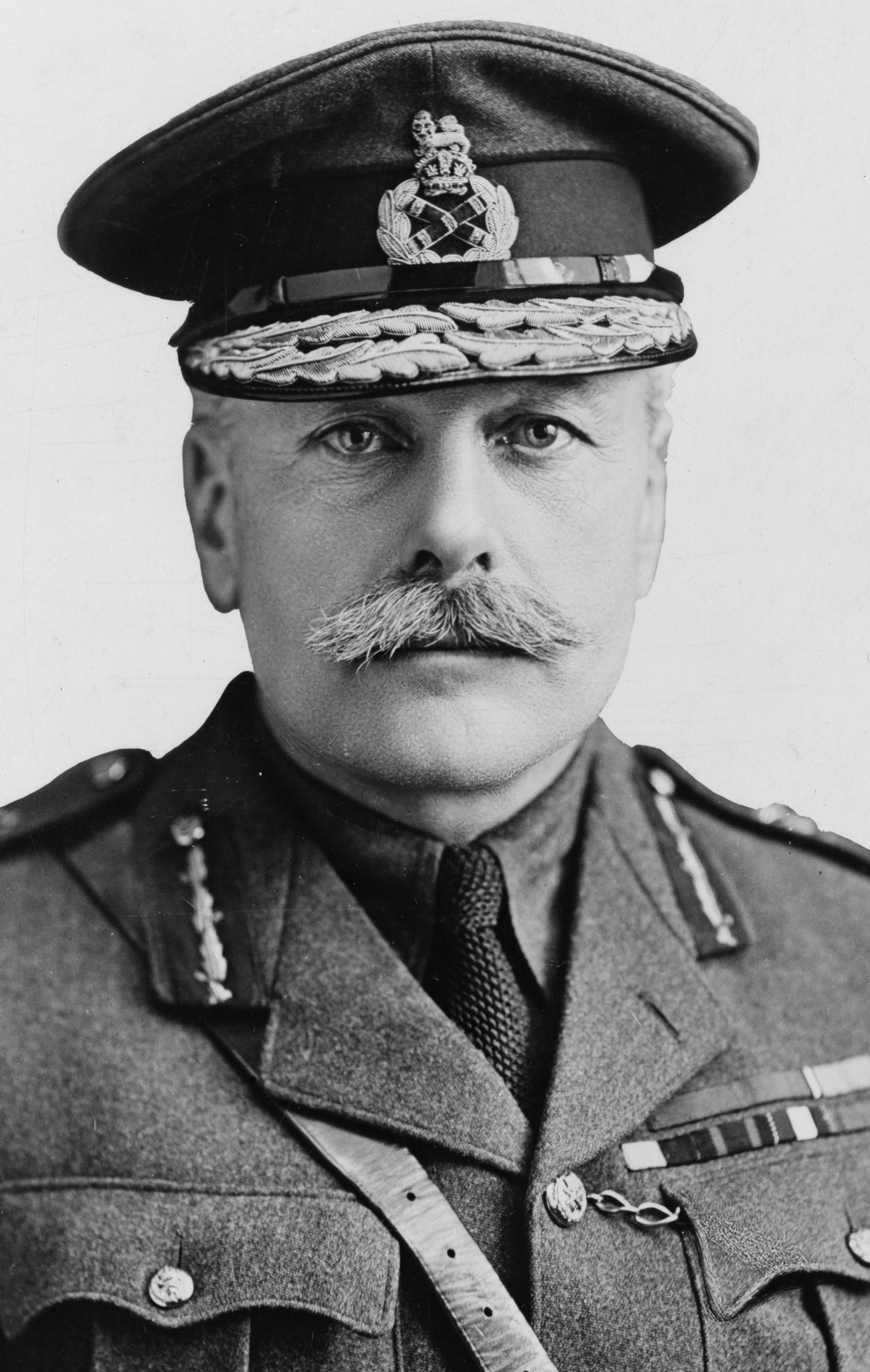
Douglas Haig, 1. Earl Haig

Wappen der Earls Haig

Earl Haig ist ein erblicher britischer Adelstitel in der Peerage of the United Kingdom.
Familiensitz der Earls ist Bemersyde House nahe Newtown St Boswells in Roxburghshire.

## Verleihung
Der Titel wurde am 29. September 1919 für Feldmarschall Douglas Haig geschaffen. Während des Ersten Weltkrieges war Haig Oberbefehlshaber des British Expeditionary Force an der Westfront.

## Nachgeordnete Titel
Mit der Earlswürde wurden gleichzeitig die nachgeordneten Titel Viscount Dawick  und Baron Haig, of Bemersyde in the County of Berwick, verliehen, die ebenfalls zur Peerage of the United Kingdom gehören. Viscount Dawick wird vom Heir Apparent als Höflichkeitstitel geführt.

## Liste der Earls Haig (1919)
- Douglas Haig, 1. Earl Haig (1861–1928)
- George Haig, 2. Earl Haig (1918–2009)
- Alexander Haig, 3. Earl Haig (* 1961)

Aktuell existiert kein Titelerbe.